# 대한민국 헌법 제26조
대한민국 헌법 제26조는 청원권을 인정하는 대한민국 헌법의 조항이다. 2항으로 구성되어 있다.

## 본문
① 모든 국민은 법률이 정하는 바에 의하여 국가기관에 문서로 청원할 권리를 가진다.

② 국가는 청원에 대하여 심사할 의무를 진다.

## 참조조문

### 국가배상청구권
제29조 ① 공무원의 직무상 불법행위로 손해를 받은 국민은 법률이 정하는 바에 의하여 국가 또는 공공단체에 정당한 배상을 청구할 수 있다. 이 경우 공무원 자신의 책임은 면제되지 아니한다.

② 군인·군무원·경찰공무원 기타 법률이 정하는 자가 전투·훈련등 직무집행과 관련하여 받은 손해에 대하여는 법률이 정하는 보상외에 국가 또는 공공단체에 공무원의 직무상 불법행위로 인한 배상은 청구할 수 없다.

### 형사보상청구권
제28조 형사피의자 또는 형사피고인으로서 구금되었던 자가 법률이 정하는 불기소처분을 받거나 무죄판결을 받은 때에는 법률이 정하는 바에 의하여 국가에 정당한 보상을 청구할 수 있다.

### 범죄피해자구조청구권
제30조 타인의 범죄행위로 인하여 생명·신체에 대한 피해를 받은 국민은 법률이 정하는 바에 의하여 국가로부터 구조를 받을 수 있다.

## 내용
- 청원권
- 국가의 청원에 대한 심사 의무

## 같이 보기
- 대한민국 헌법 제2장
- 재판청구권
- 국가배상청구권
- 국가보상청구권
- 범죄피해자구조청구권
- 민원
- 청원법
- 행정규제및민원사무기본법